# Итикава, Кон
Кон Итикава (яп. 市川崑; 20 ноября 1915[…], Исэ, Миэ — 13 февраля 2008[…], Токио, Япония или Исэ, Миэ) — японский кинорежиссёр, сценарист и продюсер.

## Биография
Когда Гиити было четыре года, умер его отец, и семейная лавка кимоно разорилась. Мальчик жил вместе с сестрой. Имя «Кон» дал ему дядя, который считал, что элементы кандзи 崑 означают удачу, поскольку иероглиф делится по вертикали на две одинаковые половинки. Мальчик любил рисовать и хотел стать художником; увлекался кино, особенно жанром тямбара. В подростковом возрасте был потрясён циклом «Silly Symphonies» Уолта Диснея и решил стать мультипликатором.
В 1933 г., по окончании технического колледжа в Осаке, работал в отделе мультипликации на местной киностудии J.O Studio. Годы спустя признавался историку японского кино Дональду Ричи: «Я по-прежнему мультипликатор, и, наверное, важнейшее влияние на мои фильмы (помимо Чаплина, особенно „Золотой лихорадки“) оказал Дисней».
Когда отдел мультипликации упразднили, Итикава перешёл в отдел художественного кино ассистентом режиссёра. Среди режиссёров, с которыми ему довелось работать, — Ютака Абэ и Нобуо Аояги.
В начале 1940-х J.O Studio слилась с P.C.L. и Toho Film Distribution, образовав одну из крупнейших японских кинокомпаний Toho. Итикава переехал в Токио. В 1946 г. снял свой первый самостоятельный фильм «Девушка в храме Додзё» — мультипликационную ленту с марионетками театра бунраку. Поскольку сценарий не прошёл цензуру, американские оккупационные власти конфисковали фильм; многие годы он считался утерянным, но затем обнаружился во Французской синематеке.
На Toho Итикава познакомился с Натто Вадой (наст. имя и фам. Юмико Моги, 1920—1983), работавшей на студии переводчицей. Они поженились в 1948 г. В следующем году вышло два первых фильма Итикавы, снятым по сценариям Вады: «Образ человека» и «Бесконечная страсть».
В 1950—1965 гг., часто называемые «периодом Натто Вады», появилось большинство наиболее признанных фильмов Итикавы. Вада написала за эти годы 34 сценария, большинство из которых — адаптации.

## Избранная фильмография
| Год  | Русское название                    | Оригинальное название                                    | Примечания |
| ---- | ----------------------------------- | -------------------------------------------------------- | --- |
| 1934 | Гора Катикати                       | 新説カチカチ山 (Синсэцу Катикати яма)                    | к/м, мультипликационный |
| 1946 | Девушка в храме Додзё               | 娘道成寺 (Мусумэ до:дзё-дзи)                             | к/м, мультипликационный |
| 1947 | 1001 ночь с Тохо                    | 東宝千一夜 (То:хо: сэнъити я)                            | |
| 1948 | Цветок расцветает                   | 花ひらく 眞知子より (Хана хираку, Матико ёри)            | |
| 1948 | 365 ночей: Токио                    | 三百六十五夜 ・東京篇 (Самбякурокудзю:го я — То:кё: хэн) | |
| 1948 | 365 ночей: Осака                    | 三百六十五夜 ・大阪篇 (Самбякурокудзю:го я — О:сака хэн) | |
| 1949 | 365 ночей                           | 三百六十五夜 (Самбякурокудзю:го я)                       | |
| 1952 | Господин Везунчик                   | ラッキーさん (Ракки:сан)                                 | |
| 1953 | Господин Пу                         | プーサン (Пу:сан)                                        | |
| 1955 | Сердце                              | こゝろ (Кокоро)                                          | по Нацумэ Сосэки |
| 1956 | Комната насилия                     | 処刑の部屋 (Сэкэй но хэйя)                               | по роману Синтаро Исихары |
| 1956 | Бирманская арфа                     | ビルマの竪琴 (Бирума но татэгото)                        | по роману Митио Такэямы; две премии и номинация на Золотого льва Венецианского МКФ                                           |
| 1958 | Пламя                               | 炎上 (Эндзё:)                                            | по роману Юкио Мисимы «Золотой Храм»                                                                                         |
| 1959 | Ключ                                | 鍵 (Каги)                                                | по Дзюнъитиро Танидзаки; номинация на Золотую пальмовую ветвь и премия жюри Каннского МКФ, японская премия Синяя лента       |
| 1959 | Полевые огни                        | 野火 (Ноби)                                              | по роману Сёхэя Ооки; Золотой леопард на Локарнском МКФ                                                                      |
| 1960 | Заповедь женщины                    | 女経 (Дзёкё:)                                            | киноальманах из трёх новелл; новелла 2: «Женщина, которая умеет продать дорого»; по произведению Сёфу Муромацу.              |
| 1960 | Младший брат                        | おとうと (Ото:то)                                        | по роману Ая Коды; номинация на Золотую пальмовую ветвь Каннского МКФ, премия Синяя лента за лучшую режиссуру и лучший фильм |
| 1961 | Десять чёрных женщин                | 黒い十人の女 (Курой дзю:нин но онна)                     | |
| 1962 | Нарушенный завет                    | 破戒 (Хакай)                                             | по роману Тосона Симадзаки                                                                                                   |
| 1962 | Мне два года                        | 私は二歳 (Ватаси ва ни-сай)                              | по роману Митио Мацуды; премия за лучшую режиссуру и лучший сценарий на кинофестивале Майнити                                |
| 1963 | Месть актёра                        | 雪之丞変化 (Юкинодзё: хэнгэ)                             | премия за лучшую режиссуру и лучший сценарий на кинофестивале Майнити                                                        |
| 1963 | В одиночку через Тихий океан        | 太平洋ひとりぼっち (Тайхэйё: хиториботти)                | номинация на Золотую пальмовую ветвь Каннского МКФ                                                                           |
| 1965 | Токийская Олимпиада                 | 東京オリンピック (То:кё: оримпикку)                      | документальный; две премии BAFTA                                                                                             |
| 1966 | Повесть о Гэндзи                    | 源氏物語 (Гэндзи моногатари)                             | по Мурасаки Сикибу |
| 1971 | Снова любить                        | 愛ふたたび (Ай футатаби)                                 | номинация на Золотого медведя Берлинского МКФ                                                                                |
| 1973 | Скитальцы                           | 股旅 (Мататаби)                                          | |
| 1975 | Ваш покорный слуга кот              | 吾輩は猫である (Вагахай ва нэко дэ ару)                  | по Нацумэ Сосэки |
| 1976 | Клан Инугами                        | 犬神家の一族 (Инугами-кэ но итидзоку)                    | по Сэйси Ёкомидзо, кинопремия «Кинэма Дзюмпо» за лучшую режиссуру                                                            |
| 1977 | Дьявольская считалочка              | 悪魔の手毬唄 (Акума но тэмари ута)                       | по Сэйси Ёкомидзо |
| 1977 | Остров Гокумон                      | 獄門島 (Гокумон-то:)                                     | по Сэйси Ёкомидзо |
| 1978 | Пчелиная матка                      | 女王蜂 (Дзёо:бати)                                       | по Сэйси Ёкомидзо |
| 1978 | Огненная птица                      | 火の鳥 (Хи но тори)                                      | |
| 1979 | Дом повешенной на Больничном Спуске | 病院坂の首縊りの家 (Бё:индзака но кубикукури но иэ)      | по Сэйси Ёкомидзо |
| 1981 | Счастье                             | 幸福 (Ко:фуку)                                           | |
| 1983 | Мелкий снег                         | 細雪 (Сасамэ-юки)                                        | по Дзюнъитиро Танидзаки |
| 1987 | Принцесса с Луны                    | 竹取物語 (Такэтори моногатари)                           | |
| 1988 | Журавль                             | つる －鶴－(Цуру)                                        | |
| 1991 | Убийцы под масками но               | 天河伝説殺人事件 (Тэнкава дэнсэцу сацудзин дзикэн)       | |
| 1993 | За той дверью (Фуса)                | その木戸を通って (Соно кидо о тоттэ)                     | по рассказу Сюгоро Ямамото                                                                                                   |
| 1994 | Сорок семь ронинов                  | 四十七人の刺客 (Сидзю:сити-нин но сикаку)                | специальная премия жюри на Токийском МКФ                                                                                     |
| 2000 | Дора-Хэйта                          | どら平太                                                 | |
| 2000 | Синсэнгуми                          | Shinsengumi                                              | |
| 2006 | Клан Инугами                        | 犬神家の一族 (Инугами-кэ но итидзоку)                    | номинация на Золотого Святого Георгия Московского МКФ                                                                        |